# Eucalyptus microtheca
Eucalyptus microtheca en inglés "coolibah" es una especie de la familia Myrtaceae.

## Descripción
Procede de las regiones septentrionales semiáridas de Australia, donde se lo suele encontrar cerca de pozos y en llanuras aluviales. Este árbol de tamaño medio y unos 15 m de altura se ramifica desde bastante abajo y tiene un tronco retorcido. Presenta hojas estrechas verdeazuladas muy finas y florecitas blancas muy pequeñas. Las cápsulas seminales son de las más pequeñas entre los eucaliptos. La corteza varía entre fibrosa y dura y asurcada, y suele ser suave en las ramas superiores. Este árbol es en extremo tolerante con las condiciones secas y el calor. En la actualidad los botánicos reconocen varias especies de «coolibah» y han recuperado el nombre de Eucalyptus coolabah para un árbol de amplia distribución en Queensland y el norte de Nueva Gales del Sur.

## Taxonomía
Eucalyptus microtheca fue descrita por Ferdinand von Mueller y publicado en Journal of the Proceedings of the Linnean Society 3: 87. 1859.
Etimología
Eucalyptus: nombre genérico que proviene del griego antiguo: eû = "bien, justamente" y kalyptós = "cubierto, que recubre". En Eucalyptus L'Hér., los pétalos, soldados entre sí y a veces también con los sépalos, forman parte del opérculo, perfectamente ajustado al hipanto, que se desprende a la hora de la floración.
microtheca: epíteto latíno que significa "con recipiente pequeño".
 Sinonimia
- Eucalyptus raveretiana var. jerichoensis Domin, Biblioth. Bot. 89: 464 (1928).[4]